# Callum Dixon
Callum Dixon (Londres, 22 de enero de 2000) es un deportista británico que compite en remo.
Ganó una medalla de oro en el Campeonato Europeo de Remo de 2025, en la prueba de cuatro scull. Participó en los Juegos Olímpicos de París 2024, ocupando el cuarto lugar en la misma prueba.

## Palmarés internacional
| Campeonato Europeo | Campeonato Europeo | Campeonato Europeo | Campeonato Europeo |
| Año                | Lugar              | Medalla            | Prueba             |
| ------------------ | ------------------ | ------------------ | ------------------ |
| 2025               | Plovdiv (Bulgaria) | Medalla de oro     | Cuatro scull       |